# الاتحاد الأردني لكرة اليد
الاتحاد الأردني لكرة اليد هو الهيئة المسؤولة عن رياضة كرة اليد في الأردن، وهو عضو في القارة الأسيوية.

## نشأة الاتحاد
بدأ اهتمام المملكة الأردنية الهاشمية بلعبة كرة اليد منذ 1959 أثر عودة بعض الطلبة الأردنيين من الذين أنهوا دراساتهم في معاهد التربية الرياضية في جمهورية مصر العربية.
في الفصل الدراسي 1959 - 1960 اعتمدت وزارة التربية والتعليم لعبة كرة اليد ضمن بطولاتها السنوية الرسمية في نهاية عام 1960 بادر النادي الأهلي الرياضي ومن بعده نادي الأردن بتشكيل فرق لكرة اليد.
في عام 1960 – 1961 شكل أول اتحاد لكرة اليد باسم الاتحاد الأردني لكرة اليد وكرة الطائرة وخلال ذلك العام أقيمت أول بطولة رسمية لكرة اليد في الأردن.

## أهم الانجازات
- المركز الثالث في الدورة العربية الثالثة بالمغرب عام 1961 .
- المركز الرابع في الدورة العربية الرابعة بالقاهرة عام 1965 .
- المركز الثالث في الدورة العربية الخامسة بسوريا عام 1976 .
- المركز الثاني لبطولة آسيا للأندية بالأردن عام 1998 .
- المركز الثالث رجال وسيدات في الدورة العربية التاسعة بالأردن عام 1999 .
- لمركز الثالث في الدورة الرابعة لألعاب النساء المسلمات إيران عام 2006
- المركز الرابع في الدورة العربية الحادية عشر في مصر عام 2007 .
- المركز الخامس على آسيا في البطولة الآسيوية الحادية عشر للشباب بالأردن عام 2008 .[2]

## المنتخبات الوطنية
- منتخب الأردن لكرة اليد
- المنتخب الوطني الأردني للناشئين
- المنتخب الوطني الأردني للشباب
- المنتخب الوطني الأردني للناشئات
- منتخب الأردن لكرة اليد للسيدات
- فريق كرة اليد الوطني للشباب النسوي الأردني

## الأندية المنتسبة[3]
|    | اسم النادي      | المحافظة        |
| -- | --------------- | --------------- |
| 1  | الأهلي          | عمان            |
| 2  | السلط           | السلط           |
| 3  | العربي          | اربد            |
| 4  | عمان            | عمان            |
| 5  | الحسين          | اربد            |
| 6  | كفرسوم          | اربد            |
| 7  | الشونه الشمالية | الشونة الشمالية |
| 8  | الفجر           | عمان            |
| 9  | كفرنجه          | عجلون           |
| 10 | القوقازي        | الزرقاء         |
| 11 | الكته           | جرش             |
| 12 | أم جوزه         | السلط           |
| 13 | وادي السير      | عمان            |
| 14 | حرثا            | اربد            |
| 15 | كفر راكب        | اربد            |

## أسماء مجلس إدارة الاتحاد الأردني لكرة اليد للدورة 2017 - 2021.[4]
| الرقم | الاسم                    | الصفة                |
| ----- | ------------------------ | -------------------- |
| 1     | د. تيسيرالمنسي           | رئيساً                |
| 2     | د. معين الشريف           | نائب أول للرئيس      |
| 3     | السيد محمد بديوي         | النائب الثاني للرئيس |
| 4     | د. زين العابدين بني هاني | امين السر            |
| 5     | السيد اياد الصعيدي       | امين الصندوق         |
| 6     | الأنسة نور عبيدات        | مساعد امين السر      |
| 7     | السيد جهاد قطيشات        | عضو                  |
| 8     | السيد احمد الرواشدة      | عضو                  |
| 9     | د. سليم الجزازي          | عضو                  |
| 10    | السيد محمد أبو رمان      | عضو                  |
| 11    | السيدة ولاء السعيد       | عضو                  |

## المسابقات المستضافة
بطولة كرة اليد الآسيوية للرجال 1987
بطولة كرة اليد النسائية الآسيوية لعام 1987
بطولة آسيا لكرة اليد للسيدات 1997
بطولة دوري اندية كرة اليد للرجال الآسيوية 1998
بطولة آسيا لكرة اليد للشباب لعام 2002
بطولة دوري أبطال آسيا لكرة اليد لعام 2005
بطولة آسيا لكرة اليد للشباب لعام 2008
بطولة الشباب الآسيوية لكرة اليد للشباب 2008
بطولة دوري أبطال آسيا لكرة اليد 2009
بطولة آسيا الآسيوية لكرة اليد للشباب 2009
بطولة آسيا لكرة اليد للشباب في آسيا عام 2014
بطولة دوري أبطال آسيا لكرة اليد 2016
بطولة آسيا لكرة اليد للشباب لعام 2016
بطولة غرب آسيا لكرة اليد للسيدات 2017
بطولة الشباب الآسيوية لكرة اليد للرجال 2018